# طرق رومانية
تعدّ الطرق الرومانية من أعظم ما شيد من طرق في العصور القديمة. فقد وضع الرومان نظامًا للطرق أتاح شبكة مواصلات تمتد في كل أنحاء الإمبراطورية الرومانية. وقد امتدت هذه الشبكة من بريطانيا غربًا، حتى ضفتي دجلة والفرات. ووصلت الطرق شمالاً حتى إسبانيا. وبالإضافة إلى ذلك، شيَّد الرومان الطرق في شمالي أفريقيا.

## مقدمة
كان الرومان من أكثر الشعوب القديمة تقدماً في مجال إنشاء الطرق البرية وتقنية بناء الجسور والعبّارات عليها وقد وصلت شبكات الطرق البرية لديهم أكبر اتساع لها في القرن الثاني الميلادي حيث غطت معظم مدن الإمبراطورية الرومانية حتى قيل بأنّ الحضارة الرومانية تنتقل من خلال طرقها بسبب كثرتها وطولها.
يعتبر الرومان أول من بنوا الطرق المرصوفة السريعة والجيدة وفي سورية بنوا شبكة واسعة من هذه الطرق وذلك للأغراض التجارية والعسكرية منها الطرق الرئيسية المعبّدة والترابية المحسّنة كما أقاموا أبراجاً للحراسة بجانب تلك الطرق وفي أماكن مرتفعة لمراقبتها وحماية القوافل التجارية المارة عليها وبالقرب من مصادره المياه والإمدادات التموينية العسكرية حيث كانت المياه تُوفَّر لتلك الأبراج من الأنهر القريبة والآبار والأحواض والصهاريج أو تُجَّر بواسطة قساطل من أماكن بعيدة
كانت «إنطاكية» عاصمة الولاية الرومانية الشرقية وكانت صلاتها مع الشرق تتم عبر طريقين رئيسيين أحدهما عبر منطقة باب الهوى متجهاً شرقاً نحو حلب (قنسرين) والثاني عبر سهل جومة ويُستخدم للاتصال بين إنطاكية ومدن أواسط الأناضول.
في الفترة الرومانية في شمال سورية أهم طريقين كان الأول طريق إنطاكية –حلب (قنسرين) والثاني كان يربط سيروس (قلعة النبي هوري حالياً) بمدينة أفاميا
لم تنقل الطرق الرومانية البضائع والجنود فحسب. فقد استُخدمت هذه الطرق كوسيلة «لنقل الأفكار، التأثيرات الفنية، والعقائد الفلسفية والدينية»، بما فيها العقيدة المسيحية، حسبما يوضح الاختصاصي في دراسة النقوش، رومولو أ. ستاتشولي.
في الماضي، اعتُبرت الطرق الرومانية روائع هندسية. فقد بنى الرومان على مرّ القرون شبكة طرق حسنة التنظيم بلغ طولها في نهاية المطاف أكثر من 000,80 كيلومتر وشملت منطقة تمتد اليوم في أكثر من 30 بلدا.
كان الطريق الابياوي أول طريق عام مهم بناه الرومان. وقد ربط هذا الطريق الذي دُعي «أم الطرق» روما ببرنديزيوم (برنديزي اليوم)، وهي مرفأ اعتُبر بوابة الشرق. سُمِّي هذا الطريق باسم أبيُس كلوديوس سايكُس، الرسمي الروماني الذي أبدأه حوالي سنة 312 ق‌م. بالإضافة إلى ذلك، تفرَّع من روما أيضا طريقَا سالاريا وفلامينيا اللذان اتجها شرقا نحو البحر الأدرياتيكي، وبذلك سهَّلا بلوغ منطقة البلقان فضلا عن منطقتَي الراين والدانوب. أما طريق أُريليا فقد امتد شمالا نحو بلاد الغال وشبه الجزيرة الإيبيرية، في حين ربط طريق أوستيا روما بمدينة أوستيا، التي اعتبرها الرومان أفضل مرفإ للإبحار إلى أفريقيا ومنها.

## أعظم المشاريع الانشائية الرومانية
لعبت الطرق دورا مهما في حياة الرومان حتى قبل أن يبدؤوا هم أنفسهم بشق الطرق. فقد نشأت عاصمتهم حيث التقت الطرق القديمة عند المخاضة الوحيدة على المجرى الأدنى لنهر التيبر. وتخبر المراجع القديمة أن الرومان بدأوا بتقليد القرطاجيِّين، ساعين إلى تحسين الطرق القديمة التي بُنيت قبل ظهورهم. ولكن يُرجَّح أن الرومان تعلَّموا شق الطرق في الواقع من الاتروسكيين. ولا يزال بالإمكان رؤية آثار الطرق التي شقها هؤلاء حتى في يومنا هذا. علاوة على ذلك، كانت هذه المنطقة تضم قبل ظهور الرومان العديد من الدروب المستعمَلة بكثرة. وربما استُخدمت هذه الدروب لنقل المواشي من مرعى إلى آخر. غير أن السفر على الطرق القديمة كان صعبا، إذ أنها كانت مغبرة صيفا وموحلة شتاء. وفوق هذه الطرق بنى الرومان طرقهم.
صُمِّمت الطرق الرومانية بإتقان وبُنيت لتكون عملية، جميلة، وتدوم طويلا. وكان الطريق الروماني عادة يربط بين نقطتين عبر أقصر مسار ممكن، مما يفسِّر لماذا امتدت أجزاء كبيرة من الطرق الرومانية في خطوط مستقيمة. ولكن وجب في العديد من الأحيان أن يتبع الطريق تضاريس المنطقة التي يمر فيها. ففي المناطق التي تكثر فيها الجبال والهضاب، اختار المهندسون الرومان حيثما أمكن الجانب المشمس من الجبل وشقّوا الطريق عند منتصف المنحدرات. وكان هذا الأسلوب يخفف من مشقات السفر التي يسببها الطقس العاطل.
تعدَّدت الأساليب التي اتبعوها، لكنّ المبدأ الأساسي كان واحدا كما أظهرت الحفريات الأثرية فقد حددوا أولا مسار الطريق، وهذه كانت مهمة المسّاحين. بعد ذلك قام الجنود، العمال، أو العبيد بعمل شق الطريق المضنى. فكانوا يحفرون خندقَين متوازيين تفصلهما مسافة لا تقل عن 5,2 متر تقريبا. وقد وصلت هذه المسافة في الغالب إلى 4 أمتار واتّسعت أكثر عند المنعطفات.
في بعض الأحيان، بلغ عرض الطريق عند انتهاء العمل 10 أمتار، بما فيها الممرّان المخصصان للمشاة على الجانبَين. بعد ذلك، كان التراب بين الخندقَين يُزال إلى أن يصل الحفارون إلى قاعدة صلبة. ثم يملؤون الحفرة بين الخندقَين بثلاث أو أربع طبقات من مواد مختلفة. فيضعون أولا طبقة من الحجارة الكبيرة أو الدبش يضيفون فوقها الحصى أو الحجارة المسطحة المثبَّتة معا بالإسمنت. وأخيرا كانوا يضعون طبقة من الحصى أو قطع الحجارة ويرصّونها.
تألَّف سطح بعض الطرق الرومانية من الحصى المرصوص فقط. لكنّ ما أثار إعجاب القدماء هو الطرق الرومانية المرصوفة بالحجارة. فقد كان سطح هذه الطرق عبارة عن حجارة مسطحة كبيرة أُخذت عادة من الصخور المحلية. وجعل الرومان هذه الطرق محدودبة قليلا عند الوسط، مما سهّل جريان مياه الأمطار من وسط الطريق إلى القناة المحاذية لكل جانب. فساهم أسلوب البناء هذا في دوام الطرق وبقاء بعضها إلى يومنا هذا.
إن أحد الأساليب المهمة التي اعتمدها الرومان كان بناء الجسور التي لا يزال بعضها قائما إلى اليوم. وهو يقف شاهدا على البراعة التقنية الفائقة عند الرومان القدماء. صحيح إن الرومان اشتهروا ببناء الجسور أكثر منه بشق الإنفاق، لكنّ شق الإنفاق تطلب منهم براعة لا يُستهان بها بالنظر إلى الوسائل المتاحة أمامهم في ذلك الزمن. يقال في أحد المراجع: «توصّل المهندسون الرومان.
إلى انجازات كُتب لها أن تبقى بلا نظير طوال قرون». وأحد الأمثلة على ذلك هو نفق ممر فورلو الجبلي على طريق فلامينيا. فبعد أن وضع المهندسون تصاميم دقيقة، شُقّ سنة 78 ب‌م نفق في الصخر طوله 40 مترا، عرضه 5 أمتار، وارتفاعه 5 أمتار. وكان هذا انجازا باهرا بالنظر إلى المعدّات المتوفرة في ذلك الزمن. حقا، إن بناء شبكة الطرق هذه هو أحد الإنجازات العظيمة التي ابتدعتها البشرية.

## عليها سافر الناس والأفكار
سافر على هذه الطرق الجنود والحرفيون، المبشِّرون والسائحون، الممثلون والمصارعون. وكان المسافرون سيرا على الأقدام يقطعون عادة 25 إلى 30 كيلومترا في اليوم. واستطاع هؤلاء معرفة المسافات بالنظر إلى المعالم المجلية، أحجار اختلفت أشكالها لكنها كانت في الغالب أعمدة اسطوانية الشكل تفصل بينها مسافة 480,1 مترا، أي ميل روماني. كما أُقيمت على هذه الطرق الاستراحات، حيث استطاع المسافرون تغيير أحصنتهم، شراء ما يأكلونه، أو المبيت أحيانا. وبعض هذه الاستراحات كبر وصار بلدات صغيرة.
قُبَيل ظهور المسيحية، ابتدأ القيصر أغسطس مشروعا لصيانة الطرق. فعيَّن رسميِّين مهمة كل منهم الاعتناء بطريق أو أكثر. وأقام أيضا المَعْلَم الميلي الذهبي في ساحة روما العامة المسماة فورم. وكان هذا المعلم عبارة عن عمود عليه أحرف برونزية، وقد شكّل النقطة التي انتهت إليها كل الطرق الرومانية في إيطاليا. وبسبب هذا العمود شاع القول المأثور: «جميع الطرق تؤدي إلى روما». كما عرض أغسطس خرائط تبيّن شبكة الطرقات الممتدة في كل أنحاء الإمبراطورية. ويبدو إن هذه الشبكة من الطرق كانت تلبي كامل حاجات الناس في ذلك الزمان.
استعان بعض المسافرين القدماء في أسفارهم بدليل للطرق. وزوَّد دليل الطرق هذا المسافرين بمعلومات عديدة كالمسافات التي تفصل بين الاستراحات والخدمات التي تقدمها كل منها. لكنّ الدليل كان باهظ الثمن، لذلك لم يتمكن الجميع من شرائه.
رغم ذلك، استطاع المبشّرون المسيحيون التخطيط لرحلات بعيدة والقيام بها. وكان الرسول بولس، كالكثيرين من معاصريه، يفضّل السفر بحرا عند الاتجاه شرقا، وذلك بغية الاستفادة من الرياح السائدة في البحر المتوسط. ففي أشهر الصيف، تهب هذه الرياح من الغرب إلى الشرق.
أما عندما كان بولس يتجه غربا، فكان يسافر برا مستفيدا من شبكة الطرق الرومانية. وقد قام بولس برحلتَيه التبشيريتين الثانية والثالثة منطلقا برا وعائدا بحرا. ونحو سنة 59 ب‌م، سافر بولس على الطريق الابياوي حيث التقى رفقاءه المؤمنين في ساحة سوق أبيوس الواقعة على بُعد 74 كيلومترا إلى الجنوب الشرقي من روما. كما انتظره رفقاء آخرون بعد نحو 14 كيلومترا باتجاه روما في استراحة الخانات الثلاثة.
ونحو سنة 60 ب‌م، تمكن بولس من القول إن البشارة قد كُرز بها «في كل الخليقة» المعروفة آنذاك. ولا شك أن شبكة الطرق لعبت دورا مهما في ذلك.
حقا، إن الطرق الرومانية هي رائعة هندسية لا تُضاهى بقيت إلى يومنا هذا، وقد لعبت دورا مهما في نشر بشارة ملكوت الله.

## الطرق في سورية في العصر الروماني
اشتهر الرومان في التاريخ القديم برصف الطرق وتعبيدها وإنشاء الجسور على الأنهار، وقد مكنتهم طبيعة الهضاب الداخلية في سورية وسهولة الحصول على الحجارة فيها، وسطحها المنبسط، من تعبيد تلك الطرق، وكان لهم من موقع سورية الجغرافي والاستراتيجي، بين البحار الخمسة، وعلى تخوم الإمبراطورية الفارسية المنافسة ما يشجعهم أو يدفعهم إلى القيام بذلك، لاسيما بعد أن قضوا على دولة الأنباط العربية، منافستهم التجارية في الجنوب، وبلوغهم البحر الأحمر، منافذ شبه الجزيرة العربية والمحيط الهندي.
فقد كانت 22 طريقاً رومانية في سورية تصلها بالأناضول وأرمينيا شمالاً، وبلاد الرافدين والجزيرة العربية ومصر في الشرق والجنوب والجنوب الغربي. وكانت تلك الطرق تتلاقى في مراكز المدن الهامة مثل: أنطاكية، وكلس، وقنسرين، ومنبج، وأورفة وسورى، ودورا أوروبوس (الصالحية) على الفرات، والرصافة، وتدمر، وأفاميا، ودمشق، وبصري.
وفي هذه الأخيرة وحدها كانت تلتقي خمس طرق معبدة، تصلها بكافة الجهات. ومن أشهر تلك الطرق طريق ديوقليسيان، المُحاذي للبادية السورية بين دمشق وسورى على الفرات عبر تدمر، في مواجهة الطريق الملكية الفارسية، التي كانت تنطلق من سوزا وتحاذي في بعض مراحلها الضفة اليسرى للفرات حتى الرقة وحران. وكان بعض تلك الطرق الشمالية يصل حتى ديار بكر على الدجلة في الجزيرة العليا، كما نذكر الطريق الساحلية التي تبدأ من اللاذقية وتنتهي إلى الإسكندرية بمصر. وكان أجمل تلك الطرق، تلك التي كانت تنطلق من أنطاكية (عاصمة سورية في ذلك العصر).
فعلى تلك الطرق كانت تُنقل التوابل والبخور والذهب من شبه الجزيرة العربية، والمنسوجات من إيران، واللآلئ من الخليج، والحرير من الصين، والطيوب والجواهر والعاج من الهند، والمعادن من آسيا الصغرى، والخشب والملح والحبوب من سورية.

## الطرقات الأثرية في «عفرين». إرث الرومان
احتل الرومان سورية بدءا من العام 64 ق.م. وقد كانوا أول من بنوا الطرق السريعة والجيدة والتي كانت مرصوفة بالحجارة. كان هدفهم من بناء وإنشاء هذه الطرق تجارياً وعسكرياً.
مقولة الدكتور «محمد عبدو علي» الباحث في تاريخ وتراث منطقة «عفرين» لمدونة وطن eSyria بتاريخ 17/5/2013، وحول ميزات تلك الطرق: «بجانب هذه الطرقات قام الرومان ببناء أبراج حراسة للمراقبة بغية حماية القوافل التجارية المارة وكانوا يوفرون المياه لتلك الأبراج من الأنهر القريبة والآبار والأحواض والصهاريج أو من خلال قساطل جر المياه من الأماكن البعيدة، ومنطقة «عفرين» ملأى بمثل تلك الآبار والصهاريج وذلك في تقاطعات الطرق القديمة وكان في المنطقة العديد من الأبراج وهناك أكثر من أربع قرى حالية تسمى «برج» إضافة إلى أسماء بعض المواقع في أطراف القرى يعتقد أنها تقع على مسار بعض الطرقات الرومانية القديمة مثل: «برجكي» و«برج عبدالو» وغيرها».
أيضا: «وإذا عدنا إلى خريطة «أ. بوادوربار» عن الطرق الرومانية في سورية وأبحاثه التي أجراها بين عامي 1925-1942م وإلى كتاب «أبطال الله» ليوسف قوشاقجي بالإمكان التعرف على الطرق القديمة في جبلي «سمعان» و«الأكراد» /منطقة «عفرين»/ خلال الحقبتين اليونانية والرومانية على النحو التالي:
- طريق رئيسي يمتد بين «إنطاكية» ومدينة «إصلاحية» الشمالية عبر «سهل العمق» ويتفرع عنه طريق من «ميدان اكبس» إلى قرى ميدانيات وجبل «قره بيل» حيث كان هناك مركز سكني
- طريق رئيسي يمر من قرية «الحمام» إلى «جنديرس» ويمر بجانب زيارة «شيخ عبد الرحمن» ومن موقع عفرين الحالية ثم يتفرع عنه طريق رئيسي آخر أغلب الظن أنه كان يمر بقرية «عين ديبة» القديمة في سهل «جويق» ثم يقطع نهر «عفرين» إلى ضفته الشرقية عبر جسر كان على النهر بالقرب من قرية «كفروم» بحوالي 1كم وأساساته ما زالت قائمة وسط النهر هناك كما أن معالم هذا الطريق الواسع نسبياً موجودة في المرتفع الواقع غرب القرية وأغلب الظن أنه كان يؤدي إلى مدينة «سيروس» /النبي هوري حالياً/.
- من مدينة «سيروس» كانت تخرج أربعة طرق رئيسية: الأول يذهب باتجاه «إصلاحية» غرباً والثاني باتجاه «حلب» والثالث باتجاه مدينة «سيمساط» على «الفرات» في الشمال الشرقي والرابع يؤدي إلى «إعزاز» ليتصل مع الطريق الرئيسي القادم من «إنطاكية» عبر «عفرين» وقرية «قطمة» متوجهاً نحو الشمال باتجاه مدينة «نزب» قرب «نهر الفرات».

- - طريق يبدأ من «قلعة سمعان» ويمر بقرى «باسوفان» و«براد» و«كفر نابو» وشرقي «خراب شمس»». «هذا بالنسبة للطرق الرئيسية أما بالنسبة للطرق الفرعية فكانت كالآتي:
- - طريق يتفرع من الطريق الرئيسي قرب قرية «قطمة»

ويجتاز قمم الهضاب الوعرة لجبل «ليلون» ماراً بقرى «دير مشمش» و«كيمار» و«براد» و«كفر نابو» و«برج حيدر» ويستمر نحو الجنوب.
- - طريق يتفرع عن الطريق الرئيسي قرب «عفرين» أو قرية «قيبار» ويمر عبر قرية «كورزيل جومه» نحو «جبل سمعان».
- - طريق يتفرع من الطريق العام قرب قرية «الحمام» إلى «بيلانة» و«جلمة» و«غزاوية» شرقاً ليصل بالطريق السابق.
- - دروب فرعية تخرج من قرى «كيمار» و«براد» و«برج حيدر» متوجهة نحو الشرق».

«لم يبق من الطرق الآنفة الذكر إلا القليل من الآثار التي تدل عليها مثل: جزء من الطريق غربي قرية «كفروم» وجزء من طريق مرصوفة بالقرب من قرية «باسوفان» ذكرها الأب «يوسف قوشاقجي» وما يزال بعض الأهالي في ناحية «شران» يذكرون آثاراً لطريق قديمة مرصوفة في ناحيتهم إلا أنني لم أتمكن من مشاهدتها على الرغم من بحثي عنه».
النبي هوري" بنحو 2كم وجسر روماني آخر بني إلى الشرق من الجسر الأول على مسافة 1كم وهما جسران محدبا الشكل لهما فتحات متناظرة مبنية على هيئة قناطر وممشاهما بعرض 5 أمتار ونصف المتر، والجسران يعودان بتاريخهما إلى القرنين الأول أو الثاني الميلاديين بحسب المصادر التاريخية.
كما تذكر المصادر التاريخية جسراً قديماً آخر على «نهر عفرين» واسمه «جسر قيبار» وقد يكون نفسه الجسر الروماني الذي كان يخدم حركة المواصلات البرية على طريق «إنطاكية» –«نزب»».

## معرض صور

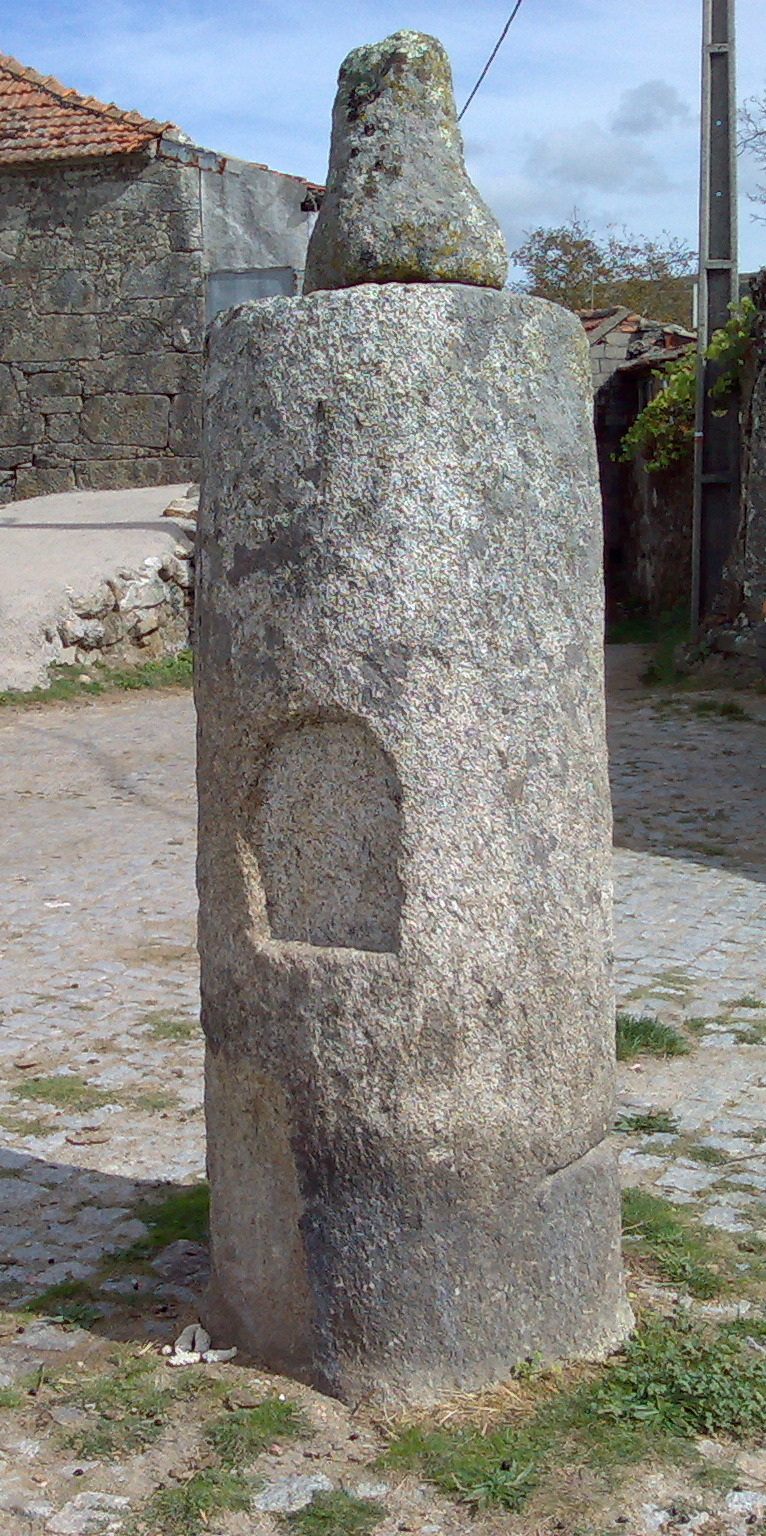
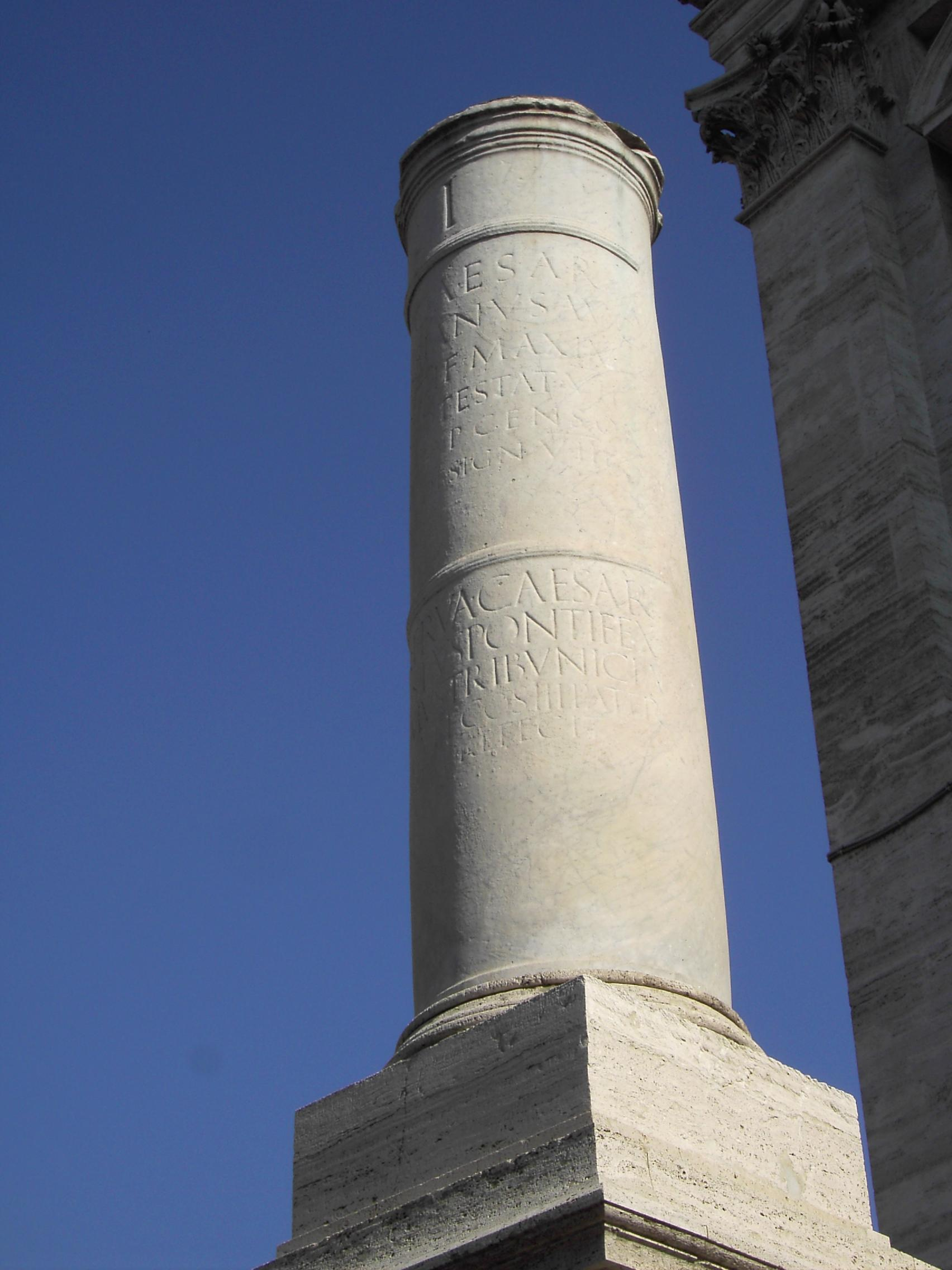
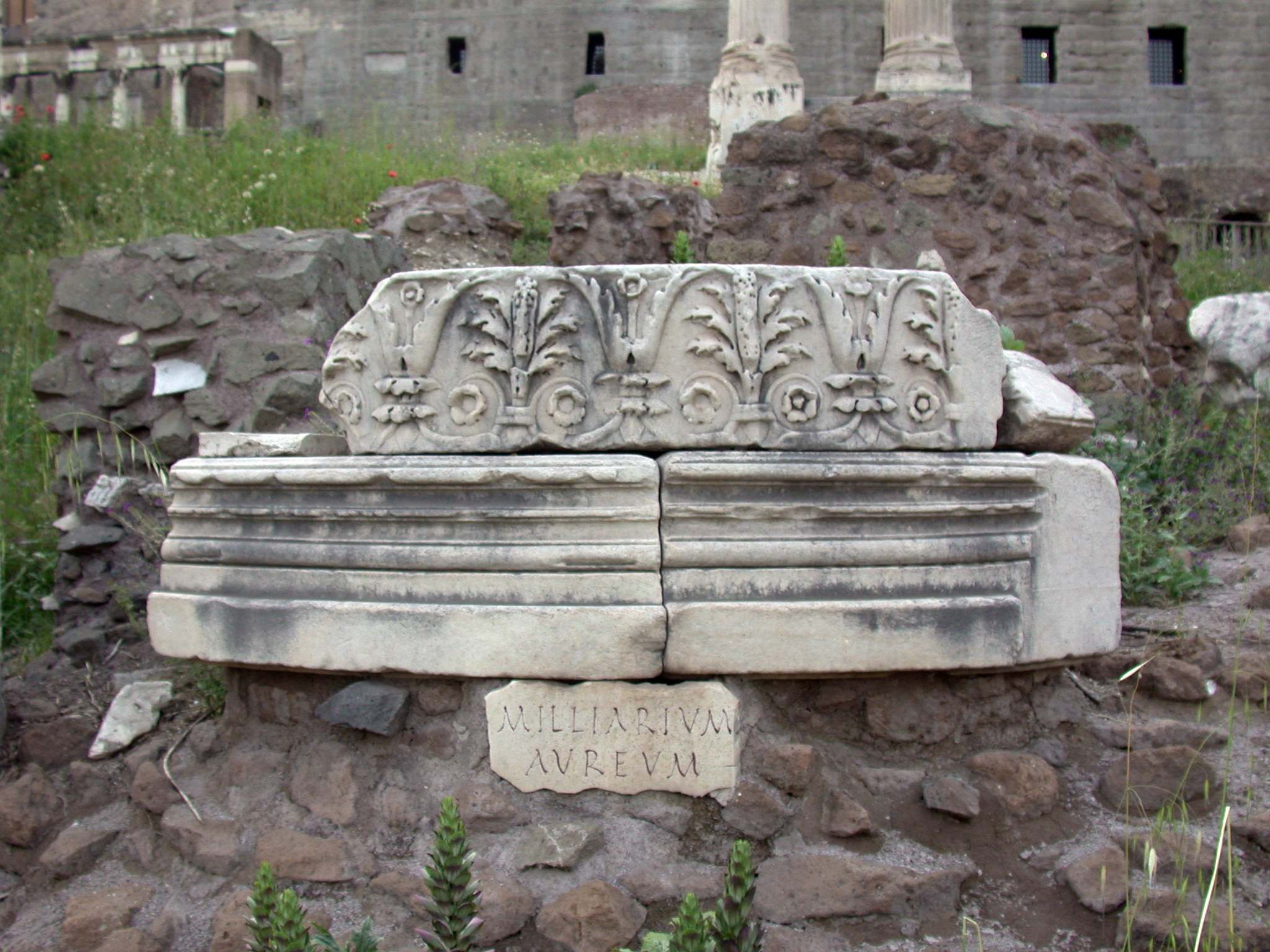